# Geaya elegans
Geaya elegans is een hooiwagen uit de familie Sclerosomatidae.